# Caryl Strzelecki

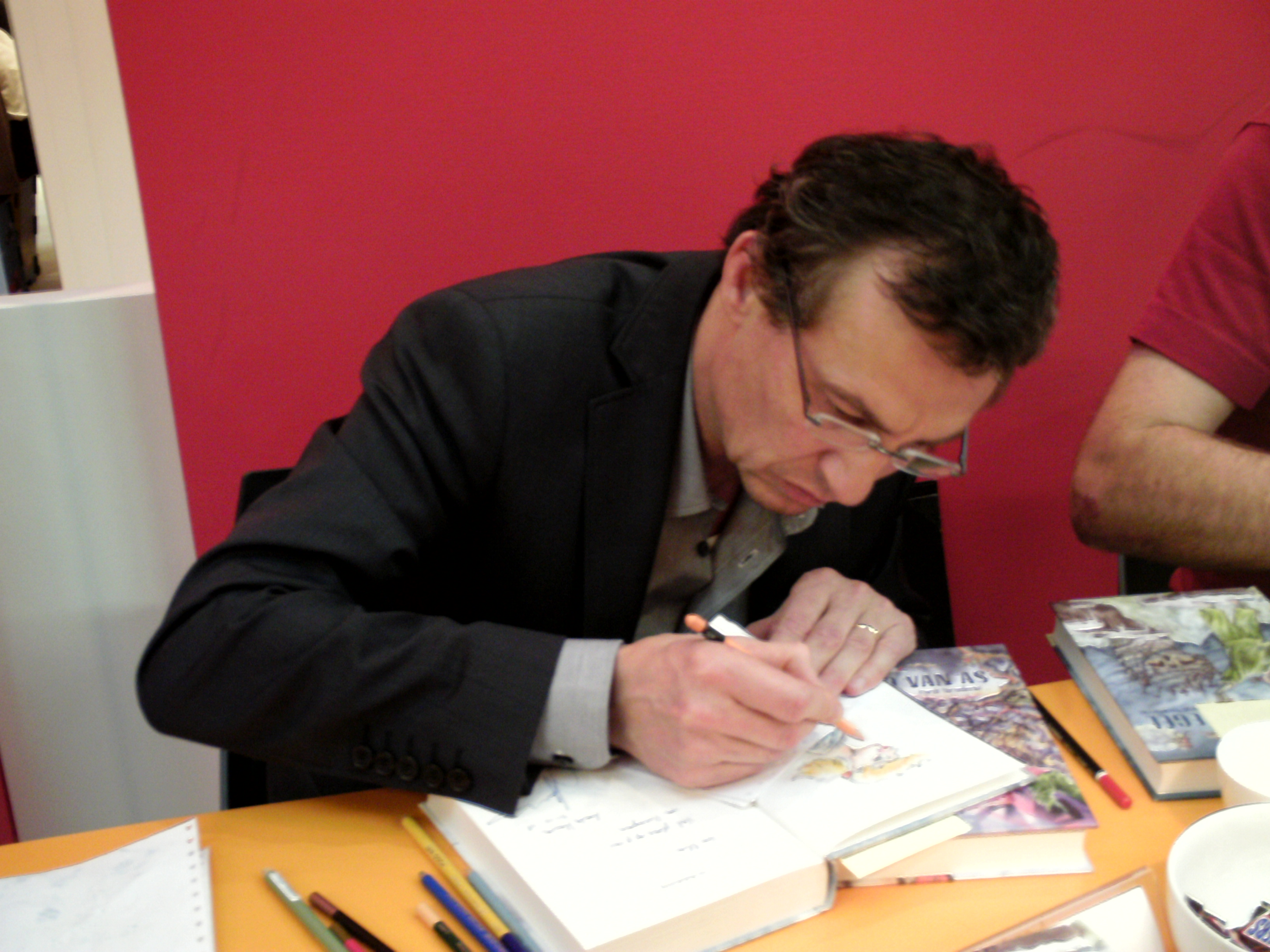
Caryl Strzelecki op de boekenbeurs te Antwerpen

Caryl Strzelecki (Koersel, 8 september 1960) is een Belgische illustrator, striptekenaar, reclametekenaar en cartoonist.

## Biografie
Caryl Strzelecki heeft een Poolse vader en een Nederlandse moeder. Hij werd geboren in Koersel (nu Beringen) en woont sinds 1971 in Lommel. Hij genoot een opleiding aan de Grafische School van Eindhoven.

## Loopbaan
Vanaf 1980 publiceerde hij stripverhalen in verschillende regionale bladen (De Nete & Publiflash). Al tijdens zijn studies verzond hij zijn stop-comics van de familie Koemans naar het maandblad Spetters van Jan Bucquoy. Helaas werd zijn debuut uitgesteld door het ter ziele gaan van het blad.
In de periode 1981-1983 publiceerde hij regelmatig in het veertiendaagse familieblad Jet. Hierna volgen allerhande stop-strips voor de bladen Top-magazine (Oebel en Isabel) en Zonneland van Altiora Averbode. In 1984 verscheen zijn strip ‘De Lolympische spelen’ in Robbedoes naar een scenario van Raoul Cauvin, later volgde in "Zee, zon en zand" een strip van beide auteurs. Hetzelfde jaar verscheen zijn familiestrip de familie Koemans in het dagblad "24 uur". Wat later werden deze strips uitgebracht door uitgeverij Clumzy onder de titel ‘Duistere tijden?...’ Samen met Yaack maakte hij vervolgens "Wilm van de film" voor de Standaard uitgeverij en "Met de rode guiten naar Mexico" dat in 1986 verscheen in Gazet van Antwerpen. Daarna volgde "Daphne, Diederik & Floppy" voor het dagblad Het Volk (1987-1989) op scenario van Uco Egmond. Met deze laatste maakte hij ook een strip over het leven van Wolfgang Amadeus Mozart (Top-magazine 1988). In 1990 tekende Caryl Strzelecki (onder het pseudoniem Chessman) een stop-comic "Vincent" voor dagblad Het Volk naar aanleiding van het honderdjarig overlijden van Vincent van Gogh.
Hierna ging hij voor diverse reclamebureaus werken. Tussendoor maakte hij nog tijd voor een stop-strip van Dommel (Dupa), dit keer als gasttekenaar, en wel voor diverse Nederlandse kranten. In 2000 kwam er echter een opmerkelijke comeback met een stripverhaal op scenario van Herman Brusselmans ‘De Koffer’.
Als illustrator van kinderboeken is hij vooral bekend van het Bajka-kwartet, dat hij samen met de schrijver Leander Hanssen maakte. Daarnaast hield hij zich een tijdlang intensief bezig met wat hij "graphic poems" noemde, nl. geïllustreerde impressies van de gedichten van Charles Bukowski. Heel wat tekeningen uit die periode bundelde hij op zijn website.
In 2011 verscheen "De kleuren van het getto", een graphic novel over het ghetto van Warschau, in samenwerking met de schrijfster Aline Sax.
De kleuren van het getto werd verschillende malen genomineerd voor belangrijke prijzen zoals de White Raven (Internationale Jugendbibliothek München), Kerntitel Jonge Jury 2013, De Kleine Cervantes 2013, Thea Beckmanprijs 2013. Het boek werd door Laura Watkinson vertaald in het Engels als "The War Within These Walls" en won verschillende Amerikaanse prijzen. Het boek werd daarnaast vertaald in het Deens, Koreaans en Frans.
In 2013 verscheen "De gierenclub", een striproman i.s.m. Rudi Vranckx. Ook in 2016 verscheen er een strip i.s.m. Rudi Vranckx "Verloren", met waargebeurde vluchtelingenverhalen en bij dezelfde uitgeverij Lannoo in datzelfde jaar "Oktober", een aangrijpende liefdesroman tegen de achtergrond van de Russische Revolutie en dat i.s.m. schrijver Johan de Boose.

## Werken
- 1984: “Troost”, Uitgeverij Dedalus, Genk
- 1985: “Duistere Tijden”, Uitgeverij Clumzy, 't Vlaams Stripcentrum, Wilrijk
- 2000: “De Koffer”, oblong, scenario Herman Brusselmans, Uitgeverij Prometheus, Amsterdam, ISBN 90 5333 978 7
- 2002: “Het jaar van Sabine”, met Paul Desmedt, Davidsfonds/Literair, uitgeverij Davidsfonds, Leuven, ISBN 978 90 6306 451 8
- 2004-2007: "het Bajka-kwartet", scenario Leander Hanssen, resp. "De maanspiegel", "De Stad van As", "De Bajkakoning" en "De zwarte kamer van Skwar" (uitgeverij Clavis)
- 2011: "De kleuren van het getto", scenario Aline Sax, uitgeverij De Eenhoorn, Wielsbeke, ISBN 978 90 5838 736 3
- 2013: "De negende maan", scenario Leander Hanssen, Clavis, Hasselt, ISBN 90 4481 875 9
- 2013: "Het relikwie", met Uco Egmond, Uitgeverij Bonte, Brugge
- 2013: "Het lam gods", met Uco Egmond, Uitgeverij Bonte, Brugge
- 2013: "Het vonnis", scenario en tekeningen Caryl, Uitgeverij Bonte, Brugge
- 2013: "De gierenclub", graphic novel, met Rudi Vranckx, uitgeverij De Bezige Bij, Antwerpen/Amsterdam, ISBN 978 90 8542 479 6
- 2016: "Oktober" geïllustreerde roman, met Johan de Boose, uitgeverij Lannoo, ISBN 978 94 0142 802 6
- 2016: "Verloren", graphic novel, met Rudi Vranckx, uitgeverij Lannoo
- 2019: "Imagine Mosul", graphic novel, met Rudi Vranckx), uitgeverij De Eenhoorn, Wielsbeke
- 2023: "James Ensor Mijn (on)gerijmd leven", met Guy Didelez, uitgeverij Pelckmans, ISBN 978-94-6337-258-9
- 2023: "Ella en de Toverklok", prentenboek, met Hans Put, druk Majime, ISBN 978 946 477 4511 (niet geldig)
- 2024: "De sjerp van de burgemeester", met Hans Put, druk Majime, ISBN 978 946 498 8086

## Bekroningen
- National Jewish Book Award 2014(The War Within These Walls - Am. vertaling De kleuren van het getto)
- Sydney Taylor Book Award 2014 (The War Within These Walls - Am. vertaling De kleuren van het getto) - Silver Medal
- Batchelder Honor Award 2014 ((The War Within These Walls - Am. vertaling De kleuren van het getto)